# Ейліка Ольденбурзька
Ейліка Ольденбурзька, повне ім'я Ейліка Стефанія Єлизавета Текла Юліана (нім. Eilika Stephanie Elisabeth Thekla Juliana; 2 лютого 1928 — 26 січня 2016) — німецька принцеса з династії Гольштейн-Готторпів, донька титулярного великого герцога Ольденбургу Ніколауса та принцеси Вальдек-Пірмонтської Олени, дружина 7-го князя Лайнінгеннського Еміха Кіріла.

## Життєпис
Ейліка народилась 2 лютого 1928 року в Лензані. Вона стала четвертою дитиною та другою донькою в родині кронпринца Ольденбурзького Ніколауса та його першої дружини Олени Вальдек-Пірмонтської.
1931 року помер її дід Фрідріх Август II, і батько успадкував титул великого герцога Ольденбурзького. Землі герцогства 1918 року відійшли Веймарській республіці, родина проживала у замку Растеде.
У 22 роки принцеса взяла шлюб із 23-річним князем Еміхом Лейнінгенським, 7-м князем цу Лейнінген. Весілля відбулося 10 серпня 1950 року в Растеде. У подружжя народилося четверо дітей.
30 жовтня 1991 року Еміх Кіріл помер. За півроку до цього їхній старший син був позбавлений наслідування титулу через морганатичний шлюб із Габріелою Тиссен. Наступним князем цу Лейнінген став Андреас.

## Родина
Чоловік — Еміх Кіріл, 7-мий князь Лайнінгеннський
Діти:
- Меліта (нар. 1951) — удова Хорста Леґрума, дітей не має;
- Карл-Еміх (нар. 1952) — принц Лайнінгенський, перебуває в третьому шлюбі, має трьох дітей;
- Андреас (нар. 1955) — 8-й князь Лайнінгенський, одружений з Александрою Ганноверською, має трьох дітей;
- Стефанія (нар. 1958).